# Вартість життєвого циклу
Вартість життєвого циклу (LCC) системи — це сума всіх витрат, понесених протягом її терміну служби (тобто загалом витрати на придбання і володіння).

## Історія
Вперше поняття вартості життєвого циклу було використано в 1965 році в доповіді департамента оборони США з питань закупівлі обладнання та матеріально-технічного забезпечення. На основі цієї доповіді було розроблено керівні принципи та директиви для Міністерства оборони США. У 1974-1978 роках прийнято до використання концепцію вартості життєвого циклу в багатьох штатах та галузях промисловості США. З 1989 року по нині внесено значний вклад в предмет вартості життєвого циклу, використання якого розпоширилось практично на всі галузі виробництва. 
Національна дослідницька рада США в 1991 році дає визначення вартості життєвого циклу, як методу, що використовується для визначення того, як оцінити, порівняти, вибрати об'єкт, а потім контролювати витрати з метою забезпечення його адекватного обслуговування протягом усього терміну служби.

## Визначення вартості життєвого циклу
В аналізі LCC є інженерно-економічна методика оптимізації, яка полягає в тому, щоб визначити і вибрати той варіант, який генерує найбільший дохід протягом усього терміну «життя», або іншими словами, генерує нижчу вартість життєвого циклу. Тобто аналіз LCC –  це системний аналітичний процес оцінки різних альтернативних шляхів дії з метою вибору найефективнішого способу використання ресурсів.
Повний аналіз LCC може бути дуже складним і вимагає величезних обсягів надійних статистичних даних і інформації, особливо якщо він повинен бути виконаний для великого виробничого об'єкта чи складної технічної системи. Адже в цьому випадку велика частина даних може бути неточними і невизначеними.
Тому значна частина методів аналізу LCC спрямована на порівняння вартості альтернатив на різних етапах життєвого циклу обладнання:
-	на етапі проектування і розробки складної технічної системи чи виробничого об'єкта, аналіз LCC використовують для порівняння альтернативних технічних рішень, технічних систем та операційних і експлуатаційних концепцій; це допомагає інженерам в області проектування і прийняття управлінських рішень на ранніх стадіях концептуального проектування при виборі альтернативних технічних рішень;
-	при експлуатації – прийняття рішення з технічного обслуговування; порівняльна оцінка витрат на варіанти виконання технічного впливу; ефективне планування заходів з технічного впливу; вибір стратегій технічного обслуговування і підтримки технічного стану; ідентифікація об'єктів, що споживають значні ресурси (встановлення основних факторів витрат);
-	при реалізації інвестицій – обґрунтування альтернативних рішень з метою вибору економічно найбільш ефективного варіанту при оновленні парків обладнання придбанням нового або модернізацією існуючого.
Загалом питанням застосування аналізу LCC у вигляді інструменту в процесі вибору альтернатив приділяється останнім десятиліттям велика увага. Метод аналізу вартості життєвого циклу підтверджує, що витрати на всіх етапах «життя» технічної системи чи виробничого об'єкта можна контролювати та звести до мінімуму. Цей метод є одним з цілого ряду ефективних інструментів, які можуть бути використані для оцінки економічної ефективності різних варіантів рішень на всіх та кожному зокрема етапах життєвого циклу об'єкту.
Слід відзначити, що в даний час для більшості випадків не існує єдиної детальної стандартної методики оцінки вартості життєвого циклу обладнання, хоча показник LCC є найбільш об'єктивним вартісним показником для більшості техніки; в нормативних документах Євросоюзу та інших країн часто вказуються питання, що стосуються життєвого циклу обладнання, а також наводяться загальні рекомендації проведення аналізу LCC; в кожній країні, наукова організація або виробники намагаються по своєму тлумачити поняття життєвого циклу, і відповідно розраховувати його вартість. Багато наукових організації, що займаються питаннями LCC виробів, а також виробники розробляють спеціальне програмне забезпечення по оцінці життєвого циклу техніки. Наприклад фірма Systecon є піонером в Європі в області розвитку методів та інструментів по LCC, протягом останніх десятиліть. Її продукти знаходять широке застосування для оцінки LCC різними виробниками Європи різних галузей промисловості, а модель універсальна і дозволяє проводити оцінку життєвого циклу технічних систем різного призначення. Вона містить набір стандартних шаблонів структур LCC виробів і систем, за допомогою яких користувач може легко пристосувати її для потреб конкретного проекту.

## Модернізація обладнання на основі аналізу LCC
Багато підприємств експлуатує парки однотипного технологічного обладнання, середній вік якого перевищує 10, 20, 30 а то і 40 років. Стан таких парків характеризується поганим загальним технічним станом, зниженням експлуатаційної надійності і різким зростанням експлуатаційних витрат. Збільшення обсягів ремонтних робіт виводить обладнання з експлуатації, вимагає додаткових капіталовкладень. Вартість ремонтів зростає з року в рік пропорційно фізичному зносу машин. І ростиме далі, якщо не вживати радикальних заходів з оздоровленню ситуації. Зрештою, експлуатація застарілої техніки перестає себе виправдовувати. Не тільки з точки зору витрат на ремонти, а й з огляду на те, що експлуатована техніка морально застаріла і не відповідає вимогам часу.
Світовий досвід показує, що проблема оновлення парку технологічного обладнання може бути вирішена як за рахунок поставок нового, так і модернізації наявного складу обладнання з продовженням терміну його служби. Стримуючим фактором на шляху швидкого оновлення парку за першим варіантом є те, що далеко не всі компанії можуть дозволити собі замінити обладнання новим. Тому модернізація є перспективною альтернативою. Але це рішення вимагає проведення техніко-економічного аналізу щодо вибору оптимального варіанту модернізації та об'єднання зусиль усіх зацікавлених сторін (експлуатаційних підприємств, заводів-виробників обладнання, а за необхідності науково-дослідних та проектно-конструкторських центрів).
Застосування сучасних технологій в модернізованому парку обладнання вимагає нових підходів до технічного обслуговування і ремонту, забезпечення матеріалами і запасними частинами; для роботи на оновленій техніці потрібні якісно інші знання і навички. У цьому сенсі модернізація мало чим відрізняється від переходу на принципово нову техніку. І як будь-яке технічне переозброєння, вимагає значних скоординованих зусиль всіх учасників цього процесу: замовників, виробників, постачальників.
У випадку високої ціни інвестиційних проектів при оновленні парку обладнання, заходи щодо його модернізації повинні бути попередньо ретельно проаналізовані з точки зору економічної ефективності. В Європі, США та багатьох інших країнах оновлення дорогокоштуючих парків обладнання, як придбанням нового, так і шляхом модернізації, здійснюється на тендерній основі. При проведенні тендерів одним з найважливіших критеріїв оцінки пропозицій, що надійшли є показник вартості життєвого циклу виробу, що дозволяє ефективно оцінювати і контролювати реальні витрати і управляти ними. Цей показник зобов'язує вводити комплексний облік всіх відповідних виробу витрат в період від початку його розробки до утилізації. Економічна оцінка альтернатив за критерієм найменшої вартості життєвого циклу є більш ефективною і прозорою, ніж такі показники як чиста поточна вартість, коефіцієнт ефективності, внутрішня норма прибутку чи термін окупності.

## Інтернет-ресурси
- Whole-life cost forum [Архівовано 7 травня 2022 у Wayback Machine.]
- Whole-life costing for sustainable drainage [Архівовано 11 лютого 2012 у Wayback Machine.]
- BSRIA article: "What is whole life cost analysis?"
- Role of depreciation
- Cost Structure and Life Cycle Cost (LCC) for Military Systems - Papers presented at the RTO Studies, Analysis and Simulation Panel (SAS) Symposium held in Paris, France, 24-25 October 2001 [Архівовано 8 квітня 2013 у Wayback Machine.]